# Toyota GR Yaris Rally2
La Toyota GR Yaris Rally2 è una autovettura da rally progettata dalla casa automobilistica giapponese Toyota, che partecipa alle competizioni dal 2024.

## Storia e tecnica

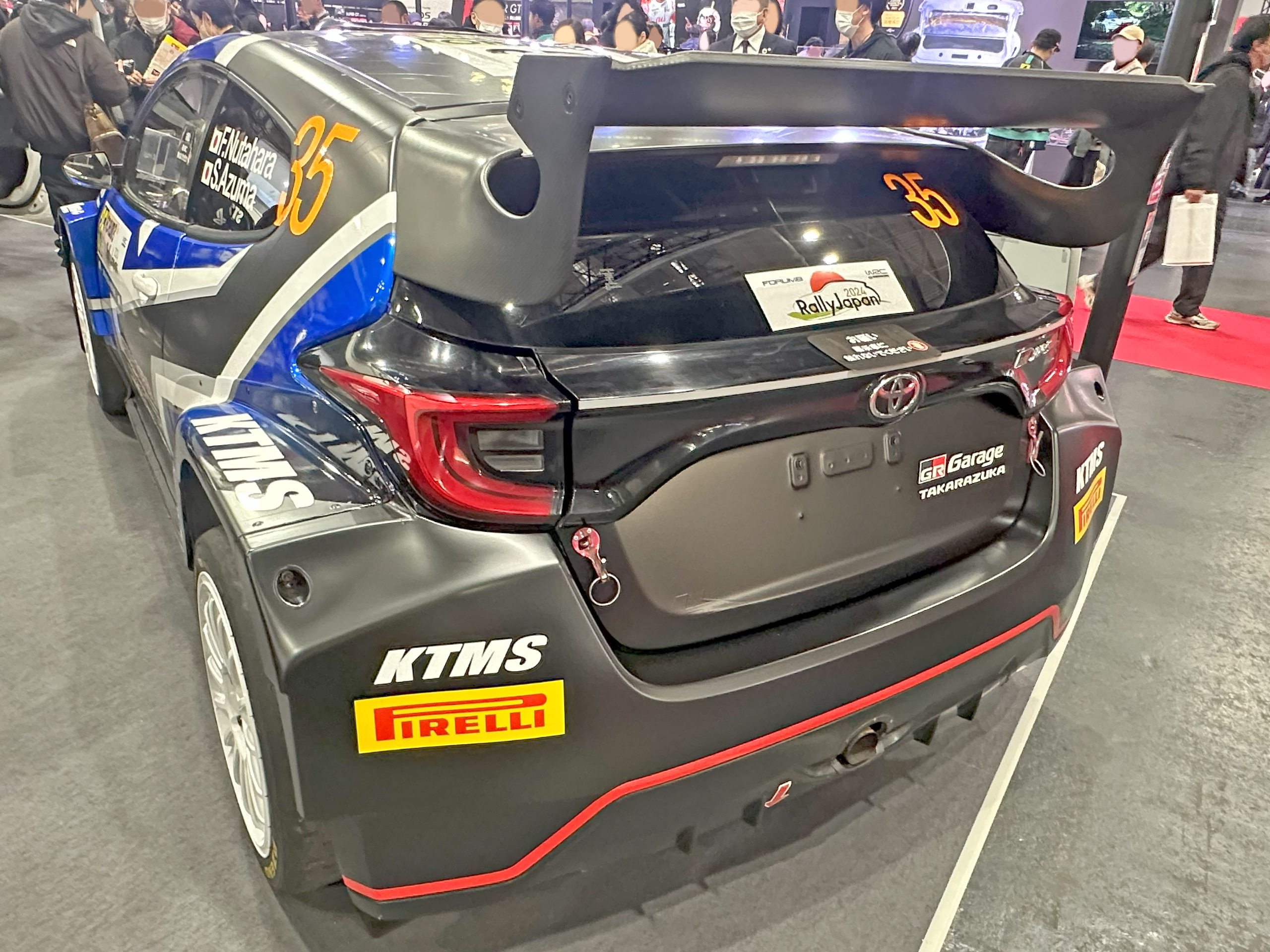
Retro di una GR Yaris Rally2

La GR Yaris Rally2 è costruita sulla base della Toyota GR Yaris, ed è una vettura da rally appartenente alla classe Rally2, prodotta dal reparto sportivo della casa, la Toyota Gazoo Racing WRT.
Il motore è un turbo a tre cilindri con una cilindrata di 1600 cm³, la trazione è integrale ed è dotata di un cambio sequenziale a 5 rapporti. La vettura viene impiegata nelle competizioni come il campionato WRC-2, nel Campionato europeo rally e nel Campionato Italiano Rally.
Presentata come prototipo il 19 gennaio 2023 in occasione di una presentazione presso il Salone dell'automobile di Tokyo, tra i piloti che hanno contribuito a sviluppare la GR Yaris Rally2, spicca quello di Juho Hänninen. L'auto è stata sviluppata, collaudata e testata su varie superfici come ghiaia, neve e asfalto.
La vettura ha debuttato ufficialmente a dicembre 2023 durante l'8° Rallye National Hivernal du Dévoluy, correndo fuori classifica.

## Scheda tecnica
| Caratteristiche tecniche - Toyota GR Yaris Rally2                  | Caratteristiche tecniche - Toyota GR Yaris Rally2                                                                    | Caratteristiche tecniche - Toyota GR Yaris Rally2                                                                    | Caratteristiche tecniche - Toyota GR Yaris Rally2                                                                    | Caratteristiche tecniche - Toyota GR Yaris Rally2                                                                    | Caratteristiche tecniche - Toyota GR Yaris Rally2                                                                    |
| ------------------------------------------------------------------ | --- | --- | --- | --- | --- |
|                                                                    | | | | | |
| Configurazione                                                     | | | | | |
| Carrozzeria: 2 volumi a 5 porte                                    | Carrozzeria: 2 volumi a 5 porte                                                                                      | Posizione motore: Anteriore posizionato trasversalmente                                                              | Posizione motore: Anteriore posizionato trasversalmente                                                              | Trazione: integrale                                                                                                  | Trazione: integrale                                                                                                  |
| Dimensioni e pesi                                                  | | | | | |
| Ingombri (lungh.×largh.×alt. in mm): 4100 mm × 1875 mm × Variabile | Ingombri (lungh.×largh.×alt. in mm): 4100 mm × 1875 mm × Variabile                                                   | Ingombri (lungh.×largh.×alt. in mm): 4100 mm × 1875 mm × Variabile                                                   | Ingombri (lungh.×largh.×alt. in mm): 4100 mm × 1875 mm × Variabile                                                   | Diametro minimo sterzata:                                                                                            | Diametro minimo sterzata:                                                                                            |
| Interasse: 2560 mm mm                                              | Interasse: 2560 mm mm                                                                                                | Carreggiate: anteriore 1535 mm - posteriore 1565 mm mm                                                               | Carreggiate: anteriore 1535 mm - posteriore 1565 mm mm                                                               | Altezza minima da terra:                                                                                             | Altezza minima da terra:                                                                                             |
| Posti totali: 2                                                    | Posti totali: 2 | Bagagliaio: 174 l | Bagagliaio: 174 l | Serbatoio: 82,5 litri                                                                                                | Serbatoio: 82,5 litri                                                                                                |
| Masse                                                              | a vuoto: 1230 kg / rimorchiabile: 0 kg                                                                               | a vuoto: 1230 kg / rimorchiabile: 0 kg                                                                               | a vuoto: 1230 kg / rimorchiabile: 0 kg                                                                               | a vuoto: 1230 kg / rimorchiabile: 0 kg                                                                               | a vuoto: 1230 kg / rimorchiabile: 0 kg                                                                               |
| Meccanica                                                          | | | | | |
| Tipo motore: tre cilindri in linea                                 | Tipo motore: tre cilindri in linea                                                                                   | Tipo motore: tre cilindri in linea                                                                                   | Cilindrata: 1,6 cm³                                                                                                  | Cilindrata: 1,6 cm³                                                                                                  | Cilindrata: 1,6 cm³                                                                                                  |
| Distribuzione: bialbero 16 valvole                                 | Distribuzione: bialbero 16 valvole                                                                                   | Distribuzione: bialbero 16 valvole                                                                                   | Alimentazione: iniezione diretta elettronica multipoint                                                              | Alimentazione: iniezione diretta elettronica multipoint                                                              | Alimentazione: iniezione diretta elettronica multipoint                                                              |
| Prestazioni motore                                                 | Potenza: 210kW (286CV) / Coppia: 450Nm                                                                               | Potenza: 210kW (286CV) / Coppia: 450Nm                                                                               | Potenza: 210kW (286CV) / Coppia: 450Nm                                                                               | Potenza: 210kW (286CV) / Coppia: 450Nm                                                                               | Potenza: 210kW (286CV) / Coppia: 450Nm                                                                               |
| Accensione: elettronica                                            | Accensione: elettronica                                                                                              | Accensione: elettronica                                                                                              | Impianto elettrico: ECU                                                                                              | Impianto elettrico: ECU                                                                                              | Impianto elettrico: ECU                                                                                              |
| Frizione: doppio disco                                             | Frizione: doppio disco                                                                                               | Frizione: doppio disco                                                                                               | Cambio: sequenziale a 5 velocità con comando meccanico                                                               | Cambio: sequenziale a 5 velocità con comando meccanico                                                               | Cambio: sequenziale a 5 velocità con comando meccanico                                                               |
| Telaio                                                             | | | | | |
| Corpo vettura                                                      | monoscocca acciaio                                                                                                   | monoscocca acciaio                                                                                                   | monoscocca acciaio                                                                                                   | monoscocca acciaio                                                                                                   | monoscocca acciaio                                                                                                   |
| Sterzo                                                             | a cremagliera | a cremagliera | a cremagliera | a cremagliera | a cremagliera |
| Sospensioni                                                        | anteriori: MacPherson / posteriori: MacPherson                                                                       | anteriori: MacPherson / posteriori: MacPherson                                                                       | anteriori: MacPherson / posteriori: MacPherson                                                                       | anteriori: MacPherson / posteriori: MacPherson                                                                       | anteriori: MacPherson / posteriori: MacPherson                                                                       |
| Freni                                                              | anteriori: dischi ventilati, pinze flottanti a 6 pistoni / posteriori: dischi ventilati, pinze flottanti a 4 pistoni | anteriori: dischi ventilati, pinze flottanti a 6 pistoni / posteriori: dischi ventilati, pinze flottanti a 4 pistoni | anteriori: dischi ventilati, pinze flottanti a 6 pistoni / posteriori: dischi ventilati, pinze flottanti a 4 pistoni | anteriori: dischi ventilati, pinze flottanti a 6 pistoni / posteriori: dischi ventilati, pinze flottanti a 4 pistoni | anteriori: dischi ventilati, pinze flottanti a 6 pistoni / posteriori: dischi ventilati, pinze flottanti a 4 pistoni |
| Prestazioni dichiarate                                             | | | | | |
| Velocità: Max 200 km/h                                             | Velocità: Max 200 km/h                                                                                               | Velocità: Max 200 km/h                                                                                               | Accelerazione: | Accelerazione: | Accelerazione: |
| Omologazione: FIA                                                  | Omologazione: FIA | Omologazione: FIA | Emissioni CO2: | Emissioni CO2: | Emissioni CO2: |

## Vittorie nei rally

### WRC2
| N° | Stagione | Evento                         | Pilota         | Co-pilota         |
| -- | -------- | ------------------------------ | -------------- | ----------------- |
| 1  | 2024     | 57° Vodafone Rally de Portugal | Jan Solans     | Rodrigo Sanjuan   |
| 2  | 2024     | 21° Rally Italia Sardegna      | Sami Pajari    | Enni Mälkönen     |
| 3  | 2024     | 80° ORLEN Rally Poland         | Sami Pajari    | Enni Mälkönen     |
| 4  | 2024     | 68° EKO Acropolis Rally        | Sami Pajari    | Enni Mälkönen     |
| 5  | 2025     | 72° Rally Sweden               | Oliver Solberg | Elliott Edmondson |
| 6  | 2025     | 58° Vodafone Rally de Portugal | Oliver Solberg | Elliott Edmondson |
| 7  | 2025     | 69° EKO Acropolis Rally        | Oliver Solberg | Elliott Edmondson |
| 8  | 2025     | 74° Secto Rally Finland        | Roope Korhonen | Anssi Viinikka    |

### ERC
| N° | Stagione | Evento                                | Pilota            | Co-pilota      |
| -- | -------- | ------------------------------------- | ----------------- | -------------- |
| 1  | 2024     | 14° Delfi Rally Estonia               | Georg Linnamäe    | James Morgan   |
| 2  | 2025     | 6° Rally Hungary                      | Roope Korhonen    | Anssi Viinikka |
| 3  | 2025     | 3° BAUHAUS Royal Rally of Scandinavia | Eyvind Brynildsen | Jørn Listerud  |